# Mr. Men
Mr. Men è una serie di 43 libri per bambini, creati dall'inglese Roger Hargreaves nel 1971. Dopo la morte di Roger Hargreaves, avvenuta nel 1988, suo figlio Adam ha scritto e illustrato nuove storie con protagonisti i personaggi di Mr. Men e Little Miss, includendo sei nuovi personaggi. Le storie con illustrazioni colorate e audaci, hanno venduto oltre 100 milioni di copie in 28 Paesi.

## Storia
I primi sei libri dei Mr. Men furono pubblicati nel Regno Unito il 10 agosto del 1971. Il primo personaggio creato da Roger Hargreaves fu Mr. Tickle, ispirato da una domanda di suo figlio Adam, che gli chiese com'era un solletico. Hargreaves rispose disegnando una figura arancione tonda con lunghe braccia pieghevoli. L'esatto racconto della creazione del primo libro è ancora oggetto di dibattito. Secondo John Malam, autore della voce dedicata a Roger Hargreaves nell'Oxford Dictionary of National Biography, l'idea per le prime creazioni nacque mentre Hargreaves scarabocchiava durante il lavoro. Nel 2021, Malam raccontò ad Amelia Tait del New Statesman che l'aneddoto della domanda del figlio era diventato troppo buono per essere contestato e senza dubbio aveva aiutato nelle prime campagne pubblicitarie.
Negli anni Settanta Hargreaves realizzò altri 38 personaggi Mr. Men, oltre a un certo numero di libri correlati. Negli anni Ottanta avviò la serie femminile Little Miss con Little Miss Bossy, producendo in totale 21 personaggi e relativi libri. Dopo la sua morte, avvenuta nel 1988, il figlio Adam assunse la gestione del franchise.
Nel 2003, quindici anni dopo la morte del padre, Adam Hargreaves rilanciò Mr. Men, introducendo tre nuovi personaggi (Mr. Cool, Mr. Rude, Mr. Good) e tre nuove Little Miss (Little Miss Scary, Little Miss Bad, Little Miss Whoops). Creò anche Little Miss Christmas per accompagnare Mr. Christmas in occasione della riedizione del libro con nuove illustrazioni.
Per celebrare il trentesimo anniversario della serie il quotidiano britannico The Sunday Times organizzò un concorso per bambini invitandoli a proporre un proprio personaggio da includere in un’edizione limitata. Vinse Mr. Cheeky, ideato da Gemma Almond, una bambina di otto anni. Il libro con il suo personaggio fu venduto esclusivamente in alcune catene come WHSmith con parte dei proventi destinata a un ente di beneficenza per bambini affetti da leucemia.
Nell’aprile 2004, la vedova di Hargreaves Christine vendette i diritti di Mr. Men e Little Miss al gruppo britannico Chorion per 28 milioni di sterline. Nel 2006, in occasione del 35º anniversario di Mr. Men e del 25º di Little Miss, furono pubblicati Mr. Birthday e Little Miss Birthday. Nello stesso anno Adam Hargreaves creò il primo personaggio Little Miss, ispirato a una persona reale: Little Miss Stella, dedicato a Stella McCartney. L’edizione limitata a 1.000 copie fu utilizzata come invito alle sfilate di moda della stilista.
Nel febbraio 2011, 20th Century Fox e 21 Laps Entertainment annunciarono un progetto per un film d’animazione.
Sempre nel 2011, la società giapponese Sanrio, creatrice di Hello Kitty, raggiunse un accordo per acquisire i diritti di Mr. Men e Little Miss da Chorion, allora in amministrazione controllata attraverso la controllata THOIP.
Nel 2016 furono lanciati quattro nuovi personaggi per celebrare il 45º anniversario della serie: Mr. Marvelous, Mr. Adventure, Little Miss Fabulous e Little Miss Sparkle. In collaborazione con l’aeroporto di Heathrow uscì anche Little Miss Explorer. Nel 2019 per il mercato statunitense fu introdotta Little Miss Valentine, mentre Little Miss Inventor è l’ultimo personaggio principale a ricevere un libro. Adam Hargreaves creò inoltre vari personaggi commerciali come: Mr. Glug per l’acqua Evian, Little Miss Miracle per una crema di bellezza, Mr. Gap e Little Miss Gap per il marchio Gap e Mr. First per la società di trasferimento di denaro World First.
Nel 2017, l’autore lanciò una serie di libri ispirati alla saga fantascientifica della BBC Doctor Who con ciascun volume dedicato a una diversa incarnazione del protagonista. Nel 2019 seguirono edizioni ispirate alle Spice Girls.
Il 10 agosto 2021, in occasione del cinquantesimo anniversario del primo libro, furono pubblicate edizioni speciali e introdotti nuovi personaggi selezionati tramite voto pubblico. I candidati erano: Mr. Brilliant, Little Miss Kind, Little Miss Brave, Mr. Calm e Little Miss Energy, e alla fine furono scelti Mr. Calm e Little Miss Brave.
Il 6 ottobre 2021 fu annunciata la produzione di una nuova serie televisiva Mr. Men Little Miss realizzata da Endeavor Content.
Il 6 novembre 2024 fu invece comunicato che la casa di produzione francese Watch Next Media avrebbe rilevato il progetto della nuova serie televisiva con sviluppo previsto per tutto il 2025 e inizio della produzione nel 2026.

### Edizione italiana
Nel 2008, la Mondadori ha pubblicato dodici titoli in italiano, sei Mister e sei Miss, con la traduzione dei testi di Augusto Macchetto: Mister Sorriso, Mister Divano, Mister Muscolo, Mister Solletico, Mister Ficcanaso, Mister Rude, Miss Chiacchiera, Miss Pasticciona, Miss Precisetta, Miss Raggio Di Sole, Miss Comando Io, Miss Ci Penso Io.

## Formato dei libri
Ogni libro contiene una copertina, 16-18 pagine di testo e 15-17 illustrazioni a colori disegnate con uno speciale pennarello. Invece di essere in una dimensione ridotta del carattere, si curva verso il basso fino alla fine dove il nome del personaggio col titolo di Mr. Men è troppo lungo per adattarsi orizzontalmente sulla copertina. Il carattere per i libri originali di Little Miss da Little Miss Bossy a Little Miss Star è Univers, con i libri da Little Miss Busy a Little Miss Somersault usando l'Helvetica. Nella serie di Mr. Men, da Mr. Brave a Mr. Cheerful usano Helvetica. Tutti gli altri libri della serie di Mr. Men e Little Miss usano Optima. Tutti i libri di Little Miss usano talvolta anche Optima. I libri sono in brossura con dimensioni di 14 cm x 12,6 cm. Se tutti i libri di ciascuna serie sono messi insieme in ordine, le parole 'My Mr. Men library' o 'My Little Miss library' possono essere lette attraverso i caratteri e un'illustrazione di Walter the Worm (Mr. Men) o un fiore (Little Miss) può essere visto.

## Ambientazione dei personaggi
Le storie sono ambientate in un mondo immaginario chiamato "Misterland", che è abitato dagli stessi Mr. Men e Little Miss, così come alcuni personaggi umani ordinari come negozianti, medici e postini. Ci sono anche vari animali; Walter the Worm è l'animale principale che appare spesso. I personaggi sono umani nei loro comportamenti e caratteri.

## Lista dei personaggi

### Mister (Mr. Men)
- Mister Solletico (Mr. Tickle)
- Mister Sorriso (Mr. Happy)
- Mr. Bump
- Mr. Greedy
- Mister Muscolo (Mr. Strong)
- Mr. Small
- Mr. Clever
- Mr. Uppity
- Mr. Worry
- Mr. Tall
- Mister Ficcanaso (Mr. Nosey)
- Mr. Silly
- Mr. Daydream
- Mr. Sneeze
- Mr. Snow
- Mr. Jelly
- Mr. Topsy-Turvy
- Mr. Messy
- Mr. Forgetful
- Mr. Noisy
- Mister Divano (Mr. Lazy)
- Mr. Chatterbox
- Mr. Funny
- Mr. Impossible
- Mr. Skinny
- Mr. Mischief
- Mr. Mean
- Mr. Muddle
- Mr. Dizzy
- Mr. Grumpy
- Mr. Rush
- Mr. Nonsense
- Mr. Fussy
- Mr. Slow
- Mr. Busy
- Mr. Bounce
- Mr. Quiet
- Mr. Wrong
- Mr. Clumsy
- Mr. Brave
- Mr. Grumble
- Mr. Perfect
- Mr. Cheerful
- Mister Rude (Mr. Rude)
- Mr. Cool
- Mr. Good

### Miss (Little Miss)
- Miss Raggio Di Sole (Little Miss Sunshine)
- Miss Ci Penso Io (Little Miss Helpful)
- Little Miss Magic
- Miss Comando Io (Little Miss Bossy)
- Miss Precisetta (Little Miss Neat)
- Little Miss Trouble
- Miss Chiacchiera (Little Miss Chatterbox)
- Little Miss Shy
- Little Miss Naughty
- Little Miss Splendid
- Little Miss Tidy
- Little Miss Scatterbrain
- Little Miss Dotty
- Little Miss Fickle
- Little Miss Star
- Little Miss Tiny
- Little Miss Twins
- Little Miss Late
- Little Miss Lucky
- Little Miss Wise
- Little Miss Greedy
- Little Miss Quick
- Little Miss Giggles
- Little Miss Busy
- Little Miss Brainy
- Little Miss Stubborn
- Little Miss Curious
- Little Miss Fun
- Little Miss Contrary
- Little Miss Somersault
- Little Miss Scary
- Little Miss Bad
- Miss Pasticciona (Little Miss Whoops)

## Serie televisive
Nel 1974, i libri dei Mr. Men vennero adattati in una serie animata, della BBC, composta da 28 episodi, con la voce narrante di Arthur Lowe e le musiche di Tony Hymas. Nel 1983, i libri delle Little Miss vennero adattate in un'altra serie animata della BBC, composta da 13 episodi, con le voci di John Alderton e Pauline Collins. Nel 1995, è stata creata un'altra serie animata sui Mr. Men e le Little Miss, che venne prodotta dalla Marina Productions; successivamente, nel 1997, la serie venne localizzata negli Stati Uniti e in Canada con il titolo The Mr. Men Show. Nel 2008, venne creata l'ultima serie animata sui Mr. Men e le Little Miss, che venne prodotta dalla Renegade Animation: The Mr. Men Show. Nel 2025 è stata creata una nuova mini-serie animata dal titolo Mr. Men Little Miss Mini Adventures, che venne prodotta dallo studio di animazione italiano con sede a Monza Maga Animation Studio. La serie del 1974 è stata trasmessa in italiano sulla TSI col titolo Le avventure di Mr. Men, mentre le altre serie televisive dei Mr. Men sono attualmente inedite in Italia.
- Mr. Men (1974-1978)
- Little Miss (1983)
- Mr. Men and Little Miss (1995-1997)
- The Mr. Men Show (1997-1999)
- The Mr. Men Show (2008-2009)
- Mr. Men Little Miss Mini Adventures (2025)

## Videogiochi
- First Steps with the Mr. Men (Atari, BBC, C64, CPC, Electron, MSX, ZX)
- Here and There with the Mr. Men (BBC, C64, CPC, Electron, MSX, ZX)
- Word Games with the Mr. Men (BBC, C64, Electron, ZX)
- Mr. Men Magic Storymaker (BBC, Electron, ZX)
- The Invisible Mr. Men (BBC, ZX)
- Hi Bouncer (BBC, C64)